# Rak bahenní
Rak bahenní (Astacus leptodactylus) je sladkovodní korýš z řádu desetinožců. Byl do střední Evropy zavlečen v 19. století z oblasti Kaspického moře. Do Česka byl zavlečen v druhé polovině 19. století po epidemiích račího moru z Polska (Haliče – proto se mu ve starší literatuře říká „rak haličský“). Původně byl rozšířen ve východní Evropě. Z úmoří Černého a Kaspického moře se do západní Evropy dostal v 18. století po nových kanálech spojujících Volhu a Dunaj. Rovněž pronikl do Oněžského a Ladožského jezera a Baltského úmoří. Od domácího raka říčního se liší viditelně užšími klepety. Dorůstá délky až 30 cm, běžně jsou však k vidění spíše 15centimetrové exempláře.
Rak bahenní dává přednost klidnějším vodám, jako jsou jezera a vodní kanály. Dokáže žít i v mírně znečištěných vodách. Je to všežravec, který loví v noci.

## Stavba těla
Jeho tělo dorůstá délky přes 15 cm (maximálně 30 cm) a váhy 200 g. Je kryto krunýřem, který svléká, aby mohl růst. Skládá se z hlavohrudi a zadečku. Na hlavohrudi se nachází ústní otvor, dlouhá tykadla, sloužící jako hmatový orgán, krátká tykadla, na nichž jsou umístěny čichové buňky, složené oči a pět párů článkovaných končetin. Zbarvení silně trnité hlavohrudi je žlutohnědé až světle hnědé. Klepeta jsou úzká a dlouhá s drsným povrchem zbarvená do zelenohněda na spodní straně do světle žluta. Kloub je bílý, kráčivé končetiny žlutohnědé až hnědé. Rostrum je velmi úzké a dlouhé, na hlavohrudi se nachází dva páry postorbitálních lišt. Teplota těla se pohybuje mezi 10–22 °C. Samec je větší než samice, má větší klepeta, menší zadek. Samice má menší klepeta a větší zadeček. Ten je uzpůsoben tak, aby mohly samice pod ocasem nosit snůšku vajíček.

## Potrava
Raci jsou všežravci. Žerou téměř vše od ryb přes plže po rostliny. Po vykulení (vylíhnutí z vajíček) se živí planktonem, ale jsou také kanibalističtí. Mladý rak (přibližně do šesti měsíců) dává přednost živočišné stravě bohaté na bílkoviny. V dospělosti tvoří až 80% račího jídelníčku rostlinná strava s obsahem vápníku – vodní mor, růžkatec, rdest, stolístek. Dále loví malé vodní bezobratlé, případně nemocné nebo mrtvé obratlovce a ryby (zejména pomalejší a spící u dna). Rostliny stříhá a žere. Někdy rostlinu jen ustřihne, či vyhrabe a nechá ležet nedotčenou.
Rak bahenní se dá chovat i v akváriích. Zde je možné ho krmit rybím masem, filé, nítěnkami, dafniemi, hmyzem (vše mražené i nemražené), okurkami, salátem, mrkví, hráškem, dýněmi, bramborami, spařenými kopřivami, či špenátovým listem, apod… Samozřejmě v soužití s akvarijními rybami se je budou snažit sežrat. Dále spásá i akvarijní rostliny. Dají se sehnat i různá tabletová krmiva.

## Rozmnožování

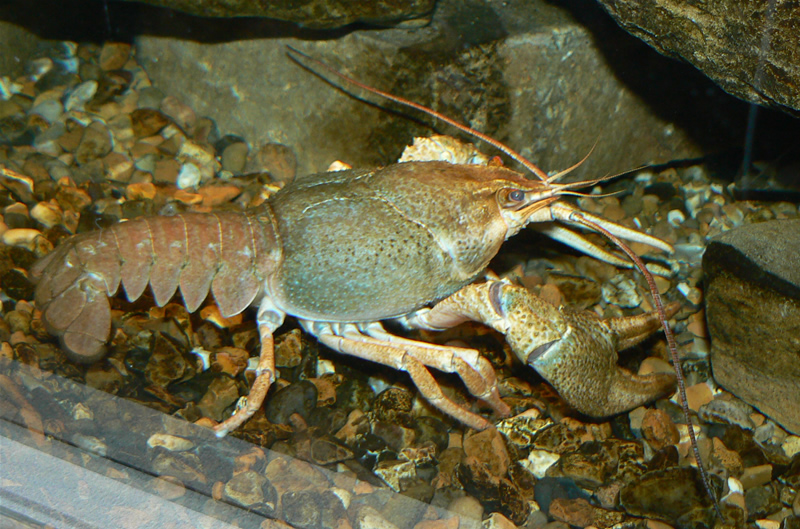

Račí páry se začínají pářit na podzim. Obvykle v říjnu a v listopadu, když teplota klesne na 5–12 °C. Samičky se otáčejí na bok či záda, přičemž je samci pevně drží. Samci nalepují samičkám do blízkosti gonopor spermatofory (asi 1 mm velké bílé, trubičkovité). Samice poté v rozmezí od 2 do 45 dní vyklade vajíčka na zadečkové končetiny (pleopody). Zde upevněná vajíčka jsou opatrována do května až července (záleží na teplotě). Asi dva týdny po vylíhnutí, do prvního svlékání se přidržují pod ohnutým zadečkem samice. Plodnost raka bahenního se pohybuje od 200 až přes 400 kusů vajíček. Může se křížit s rakem říčním. Ráčata jsou schopna rozmnožování od tří let. Rak se dožívá dvaceti let.

## Výskyt
Tento druh raka dává přednost chladným, sladkým, stojatým nebo pomalu tekoucím vodám. Proto se s ním například potápěči, ačkoliv není příliš hojný, setkávají například v zatopených lomech. Jak název napovídá, nepohrdne ani kalným dnem, kde se může velmi rychle zahrabat do bahna. Díky tomu se s ním můžeme setkat při podzimních výlovech rybníků. Na rozdíl od raka říčního nemá vysoké nároky na kyslík rozpuštěný ve vodě a je odolnější proti organickému znečištění. V druhé polovině 19. století byl v Česku vysazován v okolí Příbrami, Mladé Boleslavi, Chlumce nad Cidlinou, Blatné a Máchova jezera. Dnes je rozšířen hlavně v jižních Čechách.

## Chov
Rak bahenní je zákonem č. 114/92 Sb. a jeho prováděcí vyhláškou č. 395/92 Sb. zařazen do kategorie ohrožených druhů živočichů. K chovu stačí povolení místně příslušného orgánu ochrany přírody, tj. většinou referátu životního prostředí. V povolení musí být obsaženy i podmínky manipulace apod. Záchranné chovy se řídí dalšími podmínkami podle vyhlášky 395/1992 Sb.

## Nepřátelé raka
Raci jsou nejčastěji napadáni na žábrách, spodní straně zadečku a v ohbí nožek potočnicí. Jako další parazity hostí motolici (Distomum cirrigerum), mikrosporidii (Thelohania contenjeani) nebo vrtejše (Echinorhynchus polymorphus). Největšími predátory jsou pro raka bahenního, stejně jako pro další raky, vydra říční (Lutra lutra) a norek americký (Mustela vison).